# Huawei E220

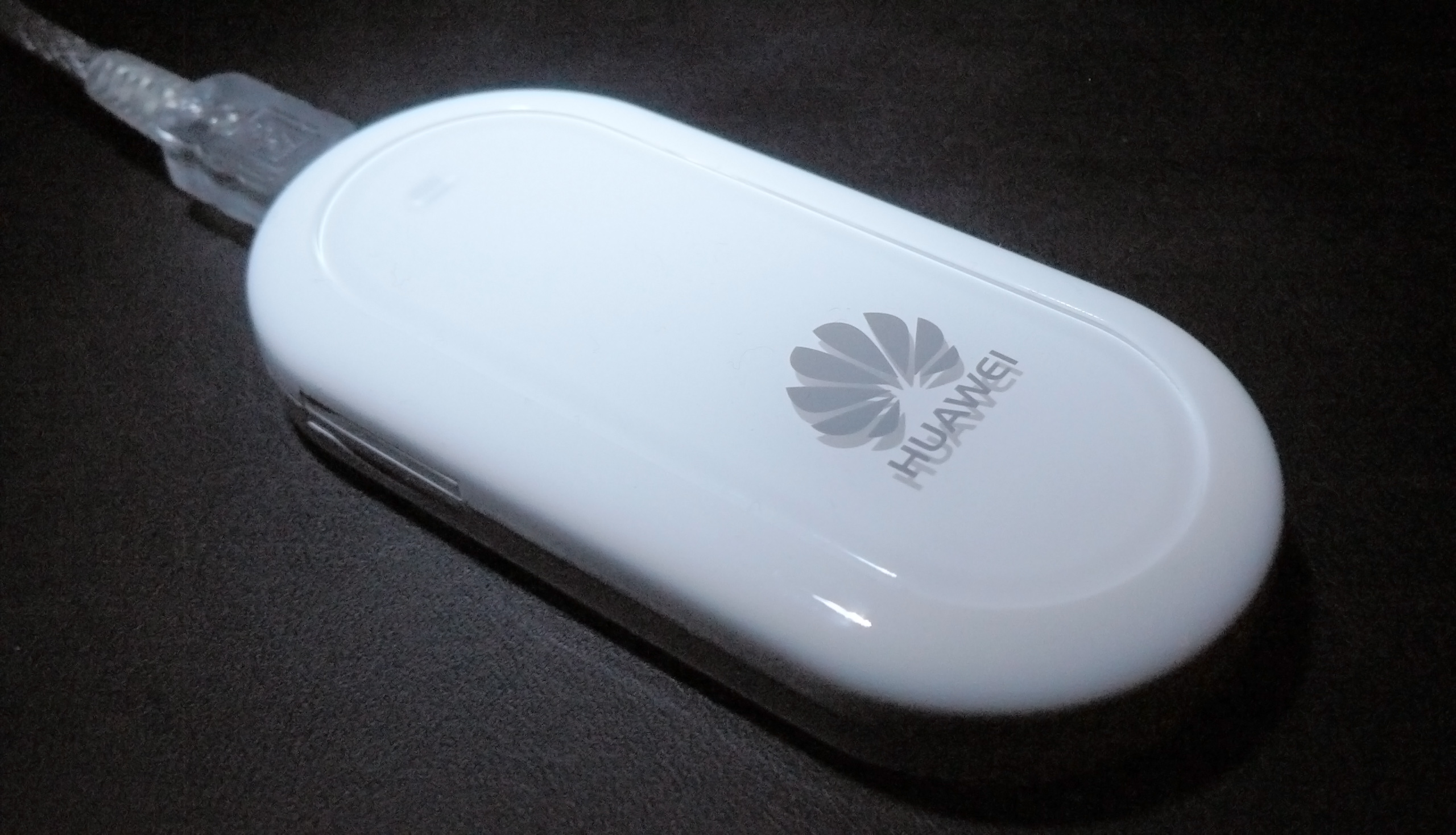
Huawei E220.

O Huawei E220 é um modem USB com suporte de 3.5G (HSDPA), 3G (UMTS), e 2G (GPRS, EDGE, GSM). Fabricado por Huawei e comercializado tanto directamente sem personalizar como adaptado ao provedor de telefonia móvel, foi lançado a 21 de junho de 2006, e substituído pelo Huawei E270, que incorpora HSUPA.

## Características
A carcaça, maioritariamente em cor branca, tem uma forma ovalada de 89 x 43 x 14,5 mm e um peso de 40 gramas, com um conector mini USB no extremo superior. Em lhe lateral esquerdo encontra-se uma peça de plástico a modo de caixa na que se insere o cartão SIM e que a pressiona depois sobre os contactos da placa. Uma placa de plástico unida com cola leva o logotipo de Huawei ou do provedor de GSM. Se retira-se permite aceder a dois parafusos que devem se retirar para poder abrir a carcaça.
Uma vez retirada encontramos-nos com o leitor de cartão SIM e, protegido por uma chapa metálica um transceptor de radiofrequência Qualcomm RTR6250 e um microchip de controle de alimentação Qualcomm PM6650 junto com vários pontos de teste. No extremo oposto ao conector USB encontra-se a antena interna e um conector para antena externa, inacessível se não se manipula a carcaça. Na face inferior, um capacitor AVX BestCap junto ao conector USB e também abaixo uma chapa um amplificador de alimentação ANADIGICS AND0041R e o Qualcomm MSM6280, verdadeiro CPU do modem. Também há um chip de memória flash que aloja o Mobile Partner (normal ou personalizado) ou a alternativa implementada pelo operador GSM (como o Escritório Movistar).
A memória interna aparece acessível ao sistema operativo como um dispositivo de armazenamento em massa USB formatado com CDFS, ainda que emulando um dispositivo de CD-ROM.
O modem mostra uma luz verde quando a conexão se realizou mediante GPRS, uma luz cian quando tem sido por UMTS/HSDPA e azul quando se estabeleceu o serviço de dados WCDMA.
O E220oo fornece-se com um cabo regular curto Mini USB a USB A e um segundo cabo longo com dois conectores USB A, para o caso de que uma das tomadas não contribuísse os 500 mA requeridos pelo dispositivo para trabalhar. Em alguns países, como no Brasil, o produto não funcionou muito bem, devido a banda não ser compatível, o que gerou algumas reclamações de consumidores. 
Comparado com outros dispositivos baseados em PCMCIA do mesmo tipo, o Huawei E220 geralmente oferece melhor força de sinal. Para os utentes que precisem um sinal mais forte, há soluções comerciais que podem unir o Huawei E200 a antenas exteriores 3G.

## Software
O Huawei E220 inclui Mobile Partner em sua memória interna. Mobile Partner é o programa genérico de Huawei para gerir as conexões do modem USB. Pode configurar-se com o APN de qualquer operador e suporta a maioria de modelos da marca.
Não obstante, dado que a maioria das operadoras de rede unem o dispositivo com um contrato ou bloqueados à SIM do operador, este programa costuma ser personalizado (Orange utiliza-o, mas bloqueado a só seus dados APN e sem possibilidade de edição) ou substituído completamente por um que não reconhece mais SIM e rede que a própria. Por exemplo:
- Vodafone põe em seu E220 (denominado Vodafone Mobile Connect USB Modem) seu programa Vodafone Mobile Connect Lite, que é uma versão mais leviana do software Vodafone Mobile Connect.
- Movistar põe em seu E220 seu programa Escritório Movistar.

Estes programas contribuem suporte pára Windows 2000/Windows XP mas o aparecimento de Windows Vista e Windows 7 força o aparecimento de novas versões que o suportem. Tanto Huawei como as operadoras, proporcionam actualizações para instalar na memória do modem, bem como as ferramentas necessárias para o instalar. O que alguns aproveitam para pôr um software não unido a uma companhia concreta. Ditas ferramentas substituem a imagem ISO da memória por uma nova com o programa actualizado, ainda que reverter isto não é tão singelo, se o que se deseja é voltar à ISO anterior original, se esta falha, o que o faz não recomendável.
Huawei tinha antes disponíveis estas atualizações em seu site, mas moveu-o recentemente a um site aparte, desaparecendo o Mobile Partner e suas ferramentas como descarga independente. Isto trouxe que numerosos foros subissem as ferramentas a servidores como Megaupload (se vendo afectados pelo fechamento deste em 2012, mas ainda disponível em outros lugares). Huawei atualmente, tem só disponível de forma genérica, uma versão de seu software para Mac VOS X.

### Linux
O E220 funciona bem com Linux, tem suporte desde a versão 2.6.20 do kernel. O cartão também tem suporte no driver de Linux Vodafone Mobile Connect Card, e é possível controlar a força do sinal mediante outros aplicativos de Linux.
Confirmou-se que E220 funciona nas seguintes distribuições de Linux:
- Slackware: 12.0, 12.1
- Debian: Etch and a half, Lenny
- Ubuntu: Dapper Drake, Edgy Edge, Feisty Fawn, Gutsy Gibbon, Hardy Heron, Intrepid Ibex e posteriores[12]
- SUSE Linux: OpenSuse 11.0
- Guadalinex: V4, V4.2
- Linex[13]

## Operadores
- Portugal: MEO, Vodafone, NOS
- Espanha: Vodafone, Movistar, Simyo, ONO, Orange e Yoigo.
- México: Claro.